# جیم گلیسر
جیم گلیسر (انگلیسی: Jim Gelcer؛ زادهٔ ۱۶ دسامبر ۱۹۶۱) موسیقی‌دان سبک جاز اهل کانادا است. موسیقی وی همچنین از سبک‌های ریتم اند بلوز و راک تأثیر پذیرفته‌است.